# 在ナウル中華民国大使館
在ナウル中華民国大使館（ざいナウルちゅうかみんこくたいしかん、繁体字中国語: 中華民國駐諾魯大使館、英語: Embassy of the Republic of China (Taiwan) in Nauru）は、中華民国（台湾）がナウル経済の中心地アイウォ地区に設置していた大使館である。1990年代、この大使館は首都ヤレン地区に置かれていた。

## 歴史
1980年5月4日に両国間の外交関係が樹立され、在ナウル中華民国総領事館（繁体字中国語: 中華民國駐諾魯總領事館、英語: Consulate-General of the Republic of China in Nauru）が開館する。
1990年8月17日、総領事館が昇格する形で在ナウル中華民国大使館が発足したが、2002年7月23日に両国間の国交が断絶したことにより大使館も閉鎖された。
2005年5月14日に両国間の国交が再開されたことに伴い、同年8月8日に大使館が再開した。
2024年1月15日、中華民国（台湾）がナウルと断交して大使館も閉鎖された。

## 住所
1st Floor, Civic Center, Aiwo District

## 大使
2023年1月30日にラス・クン大統領に信任状を捧呈した林鼎翔が、最後の特命全権大使となった。なお、次期大使としてナウルに赴任中であった周進発は、デビッド・アデアン大統領に信任状を捧呈する前に両国が断交したことによって特命全権大使に就任しないままその任務を終えた。